# Сноубординг на зимових Олімпійських іграх 2022 — кваліфікація
На змагання зі сноуборду на зимових Олімпійських іграх 2022 виділено 238 квотних місць.

## Правила кваліфікації
Усі олімпійські квоти розподілено за підсумками олімпійського кваліфікаційного рейтингу FIS. За підсумками кваліфікації до участі в Іграх допущено 238 сноубордистів, що виконали кваліфікаційні критерії. Національний олімпійський комітет має право виставити щонайбільше 26 спортсменів на всі дисципліни (максимум 14 чоловіків або 14 жінок). У кожній дисципліні одну країну можуть представляти не більш як 4 спортсмени. 

### Кваліфікаційні вимоги
| Дисципліна                     | Чоловіки | Жінки | Мінімум очок FIS |
| ------------------------------ | -------- | ----- | ---------------- |
| Біг-ейр/Слоупстайл             | 30       | 30    | 50,00            |
| Хафпайп                        | 25       | 25    | 50,00            |
| Паралельний гігантський слалом | 32       | 32    | 100,00           |
| Сноубордкрос                   | 32       | 32    | 100,00           |
| Квота 238                      | 119      | 119   |                  |

- Біг-ейр та слоупстайл мають комбіновану квоту в змаганнях.

Вікові обмеження:
Усі спортсмени, що беруть участь у Зимових Олімпійських іграх у Пекіні, повинні народитися до 1 січня 2007 року.
Кваліфікаційні критерії країни-господарки:
Якщо НОК Китаю як країни-господарки не заробив принаймні по одному квотному місцю в кожній дисципліні, то йому зарезервовано одну квоту на дисципліну в межах загальної максимальної квоти, за умови, що спортсмен відповідає вимогам Кваліфікаційних критеріїв відбору.
Кваліфікаційний період:
У змаганнях зі сноуборду для розрахунку використовують рейтингові бали спортсмена за підсумками Кубка світу з 1 липня 2019 року (для паралельного гігантського слалому з 1 липня 2020 року) до 16 січня 2022 року, а також додатково враховують підсумки чемпіонату світу зі сноуборду 2021 року.
Остаточний розподіл квот на турнір для чоловіків або жінок проводять за списком спортсменів із найвищим рейтингом балів FIS на 17 січня 2022 року.
Вимоги кваліфікації спортсменів:
Квоти розподіляють за Списком розподілу олімпійських квот шляхом присвоєння одного місця квоти на спортсмена, враховуючи місце квоти країни-господарки, доки не буде досягнуто максимальної загальної кількості квот на змагання в паралельному гігантському слаломі, хафпайпі, сноубордкросі, біг-ейр/слоупстайл, для кожної статі.
Коли НОК досягає максимальної кількості з чотирьох місць на дисципліну, то решту його спортсменів відкидають, а місце виділяють наступному відповідному НОК у списку розподілу олімпійських квот.
Додаткова участь для спортсменів, що вже кваліфікувались:
Хафпайп має квотні обмеження 25 спортсменів що в чоловічих, що в жіночих змаганнях. Якщо спортсмени, що вже кваліфікувалися в слоупстайлі або біг-ейрі, ще й виконали кваліфікаційний стандарт у хафпайпі, то вони можуть взяти участь і в цій дисципліні, так що кількість спортсменів може сягнути 30. Так само і в змаганнях зі слоупстайлу та біг-ейр можуть взяти участь спортсмени, що кваліфікувалися в хафпайпі, допоки загальна кількість спортсменів у кожній дисципліні не перевищує 30 однієї статі.
Участь у змаганнях змішаних команд зі сноубордкросу:
У змаганнях змішаних команд зі сноубордкросу мають право взяти участь щонайбільше по одній команді від НОК з одним чоловіком та однією жінкою. Усі спортсмени повинні відповідати критеріям НОК та повинні мати право брати участь в індивідуальному змаганні з сноубордкросу відповідно до Кваліфікаційних критеріїв відбору. Формування команд триває доти, доки не набереться 16 команд.